# Acalypha boliviensis
Acalypha boliviensis é uma espécie de flor do gênero Acalypha, pertencente à família Euphorbiaceae.